# Elecciones estatales de Guanajuato de 2021
Las elecciones estatales de Guanajuato de 2021, denominadas por la autoridad electoral Proceso electoral 2020-2021, fueron las elecciones celebradas en México de dicho año a nivel estatal en Guanajuato. Se llevaron a cabo el domingo 6 de junio de 2021 y fueron organizadas por el Instituto Electoral del Estado de Guanajuato (IEEG). En ellas se renovaron los titulares de los siguientes cargos de elección popular:
- 46 ayuntamientos: Compuestos por un presidente municipal, un síndico y sus regidores, uno por cada municipio en el que se divide el estado. Electos para un periodo de tres años a partir del 10 de octubre con posibilidad de reelección por un periodo adicional.
- 36 diputados locales: 22 diputados electos por mayoría relativa y 14 designados mediante representación proporcional para integrar la LXV Legislatura del Congreso del Estado de Guanajuato. Todos ellos por un periodo de tres años a partir del 25 de septiembre con posibilidad de reelección de hasta tres periodos adicionales.

## Proceso electoral
La campaña electoral inició el 5 de abril para los ayuntamientos y el 20 de abril para el los diputados locales; para ambos terminó el 2 de junio. La votación se realizó el domingo 6 de junio desde las 8 de la mañana a las 6 de la tarde, en simultáneo con las elecciones federales.

### Distritos electorales
Para la elección de diputados de mayoría relativa del Congreso de Guanajuato el estado se divide en veintidós distritos electorales locales donde cada uno elige a un diputado. Los distritos son los siguientes:
| Distrito | Cabecera                 | Municipios | Mapa |
| -------- | ------------------------ | ---------- | ---- |
| 1        | Dolores Hidalgo          | 4          |      |
| 2        | San Luis de la Paz       | 8          |      |
| 3        | León                     | 1          |      |
| 4        | León                     | 1          |      |
| 5        | León                     | 1          |      |
| 6        | León                     | 1          |      |
| 7        | León                     | 1          |      |
| 8        | Guanajuato               | 2          |      |
| 9        | San Miguel de Allende    | 2          |      |
| 10       | San Francisco del Rincón | 4          |      |
| 11       | Irapuato                 | 1          |      |
| 12       | Irapuato                 | 1          |      |
| 13       | Silao                    | 2          |      |
| 14       | Salamanca                | 1          |      |
| 15       | Celaya                   | 2          |      |
| 16       | Celaya                   | 1          |      |
| 17       | Juventino Rosas          | 3          |      |
| 18       | Pénjamo                  | 4          |      |
| 19       | Valle de Santiago        | 3          |      |
| 20       | Yuriria                  | 5          |      |
| 21       | León                     | 1          |      |
| 22       | Acámbaro                 | 5          |      |

## Partidos y coaliciones
En las elecciones estatales tienen derecho a participar once partidos políticos. Diez son partidos políticos con registro nacional: Partido Acción Nacional (PAN), Partido Revolucionario Institucional (PRI), Partido de la Revolución Democrática (PRD), Partido del Trabajo (PT), Partido Verde Ecologista de México (PVEM), Movimiento Ciudadano (MC), Movimiento Regeneración Nacional, Partido Encuentro Solidario (PES), Fuerza por México (FPM) y Redes Sociales Progresistas (RSP); y un partido político estatal: Nueva Alianza Guanajuato.

### Va por Guanajuato
|  | |
|  | Partido Revolucionario Institucional (13) - Comonfort - Cuerámaro - Guanajuato - Dolores Hidalgo Cuna de la Independencia Nacional - Jaral del Progreso - Salamanca - San Luis de la Paz - Silao - Ocampo - Tarandacuao - Tarimoro - Uriangato - Valle de Santiago |
|  | Partido de la Revolución Democrática (4) - Acámbaro - Cortazar - Moroleón - Villagrán |
|  | Sin información de la repartición (8) |
|  | Sin candidato común (21) |

El Partido Revolucionario Institucional (PRI) y el Partido de la Revolución Democrática (PRD) acordaron conformar la coalición Va por Guanajuato para postular candidatos en común en veinticuatro municipios del estado, pero posteriormente lo subieron a veintiséis.[cita requerida]

### Juntos Hacemos Historia
Igualmente el partido Movimiento Regeneración Nacional, el Partido del Trabajo (PT) y Nueva Alianza Guanajuato intentaron conformar una coalición, sin embargo, el Instituto Electoral del Estado de Guanajuato rechazó la integración de la alianza debido a que los partidos no cumplieron con los requisitos exigidos por la legislación electoral.

### Partidos nuevos
Los partidos de reciente creación están imposibilitadas por ley para formar coaliciones electorales, ya que en el artículo 85 de la Ley General de Partidos Políticos establecen no pueden formar coaliciones en sus primeras elecciones. Fueron las primeras elecciones de los siguientes partidos:
- Partido Encuentro Solidario, creado el 4 de septiembre de 2020.[13]
- Redes Sociales Progresistas, creado el 19 de octubre de 2020.[14]
- Fuerza por México, creado el 19 de octubre de 2020.[15]

## Resultados

### Ayuntamientos

#### Abasolo
|  | 24.48 % |

|  | 22.27 % |

|  | 20.67 % |

|  | 13.39 % |

|  | 6.15 % |

|  | 4.54 % |

|  | 2.40 % |

|  | 1.96 % |

|  | 0.94 % |

|  | 0.66 % |

|  | 0.39 % |

|  | 97.90 % |

|  | 2.08 % |

|  | 47.68 % |

#### Apaseo el Grande
|  | 32.40 % |

|  | 16.12 % |

|  | 13.20 % |

|  | 11.88 % |

|  | 5.22 % |

|  | 3.68 % |

|  | 3.43 % |

|  | 2.94 % |

|  | 2.81 % |

|  | 2.40 % |

|  | 2.17 % |

|  | 96.3058 % |

|  | 3.6940 % |

|  | 39.2260 % |

#### Celaya
|  | 41.30 % |

|  | 28.95 % |

|  | 8.43 % |

|  | 5.85 % |

|  | 3.80 % |

|  | 3.65 % |

|  | 1.25 % |

|  | 1.31 % |

|  | 1.14 % |

|  | 1.02 % |

|  | 0.85 % |

|  | 97.61 % |

|  | 2.38 % |

|  | 41.19 % |

#### Irapuato
|  | 45.50 % |

|  | 27.76 % |

|  | 7.78 % |

|  | 7.58 % |

|  | 3.43 % |

|  | 1.51 % |

|  | 1.41 % |

|  | 0.87 % |

|  | 0.72 % |

|  | 0.67 % |

|  | 0.56 % |

|  | 97.83 % |

|  | 2.16 % |

|  | 39.42 % |

#### León
|  | 59.83 % |

|  | 21.33 % |

|  | 6.52 % |

|  | 3.57 % |

|  | 2.89 % |

|  | 0.88 % |

|  | 0.87 % |

|  | 0.63 % |

|  | 0.63 % |

|  | 0.58 % |

|  | 0.38 % |

|  | 98.22 % |

|  | 1.77 % |

|  | 45.63 % |

#### Pénjamo
|  | 36.89 % |

|  | 28.15 % |

|  | 13.22 % |

|  | 10.07 % |

|  | 4.53 % |

|  | 1.70 % |

|  | 1.22 % |

|  | 1.14 % |

|  | 0.38 % |

|  | 97.3305 % |

|  | 2.6694 % |

|  | 44.0983 % |

#### San Miguel de Allende
|  | 31.91 % |

|  | 27.69 % |

|  | 23.68 % |

|  | 2.67 % |

|  | 2.37 % |

|  | 2.01 % |

|  | 1.85 % |

|  | 1.65 % |

|  | 1.32 % |

|  | 0.92 % |

|  | 97.1244 % |

|  | 2.8754 % |

|  | 46.0452 % |

#### Yuriria
|  | 30.05 % |

|  | 26.84 % |

|  | 23.57 % |

|  | 12.82 % |

|  | 1.34 % |

|  | 0.99 % |

|  | 0.73 % |

|  | 0.76 % |

|  | 97.0939 % |

|  | 2.9060 % |

|  | 43.8843 % |